# 尼克·伊斯特
尼克·伊斯特（英語：Nick Easter；1978年8月15日—）是一位英格蘭橄欖球運動員。他是英格蘭國家橄欖球隊的一員，代表英格蘭參加了2015年世界盃橄欖球賽。